# Loi de Beaumont
Die Loi de Beaumont (auch Lex Bellimontis, Bömer Recht, später Charte de Beaumont) war eine Rechtsordnung im Hochmittelalter für meistens dörfliche Ortschaften. Sie wurde erstmals eingeführt mit einem Privileg von 1182 durch Wilhelm von Blois, Erzbischof von Reims, für die Ortschaft Beaumont, heute Beaumont-en-Argonne. Sie begründete einen Rechtsstatus eigener Art, der zwischen dem einer Stadt und dem eines Dorfes lag. Es wird angenommen, dass sie attraktiv war, weil für die Beteiligten Rechtssicherheit geschaffen wurde.
In der Folgezeit wurde sie von unterschiedlichen Herren jeweils mit einer Einsetzungsurkunde für andere Orte eingeführt. Die Charta von Beaumont enthielt 57 Artikel, die neben den Abgaben an den Herren und der gemeindlichen Selbstverwaltung auch die Nutzung von Wald und Gewässern, Gerichtsverfahren sowie Geldbußen und deren Verteilung regelten. Eine aus dem 16. Jahrhundert überlieferte spätere Fassung (auch „Arche“ genannt) enthielt 150 Artikel und ist wahrscheinlich aus der Rechtsprechung zur Loi de Beaumont entstanden.
Die Loi de Beaumont galt zum Teil bis zur Französischen Revolution in bis zu 700 Orten in damals französischsprachigen und deutschsprachigen Gebieten, die heute zu Frankreich, Belgien (meist in der Provinz Luxemburg) und Luxemburg gehören.

## Geschichtlicher Hintergrund
Beginnend um die Mitte des 12. Jahrhunderts wurden in einer Reihe von Herrschaften im nördlichen Frankreich und in Lothringen vergleichbare Privilegien eingeführt. Darunter war 1158 die des Herrn von Avesnes für den Ort Prisches im Hennegau, die für weitere 40 Dörfer übernommen wurde. Die Charta für Beaumont wurde 1182 von Erzbischof Wilhelm von Blois (1135–1202) erlassen. Beaumont lag damals außerhalb des Kerngebiets des Erzbistums Reims und außerhalb des Königreichs Frankreich im Gebiet des Heiligen Römischen Reiches. Es wird angenommen, dass der Erzbischof aus militärischen Gründen an der am Rand seiner Herrschaft gelegenen Ansiedlung und an ihrer Befestigung interessiert war. Für den Ort wird schon 1147 eine Burg erwähnt, aber mit der Loi de Beaumont sollte das Dorf konsolidiert und erweitert werden. Deswegen begünstigen einzelne Bestimmungen der Charta die Rodung von landwirtschaftlichen Flächen.

## Sprache der Charta und Bezeichnungen
Die Charta von 1182 ist in lateinischer Sprache verfasst. Es gab vermutlich bald eine Fassung in altfranzösischer Sprache, die aber nur ohne Datierung überliefert ist. Da die Loi de Beaumont auch im deutschen Sprachgebiet eingeführt wurde, dürfte es auch eine mittelhochdeutsche Fassung gegeben haben.
Derartige Urkunden werden in der Forschung als Charta, Privileg oder Freiheitsbrief (französisch charte d’afranchissement) bezeichnet. Minderstädte, die solchen Privilegien unterliegen, werden Markt, Flecken, Freiheit, gefreites Dorf oder Wigbold genannt, lateinisch villa nova, französisch ville neuve oder village affranchi. Dabei bezieht sich „Freiheit“ nicht auf den Status der Ortsbewohner, sondern auf die Rechtshandlung des Herrn, der dabei nicht durch Gewohnheitsrecht gebunden war.  Als villa nova oder ville neuve wurden auch Orte bezeichnet, die wie Beaumont selbst bereits vor der Verleihung des Privilegs bestanden. Obwohl villa auch eine Stadt bezeichnen kann, wird in diesem Fall meistens mit „Dorf“ (französisch village) übersetzt.

## Die Bestimmungen der Charta
In der nachfolgenden Zusammenfassung der Charta von 1182 sind alle Geldbeträge in Denare (französisch denier, entsprechend dem Pfennig) umgerechnet. In der Charta werden sie unterschiedlich mit Denaren (lateinisch denarii), Schillingen (lateinisch solidi; je 24 Denare) und Pfund (lateinisch libri; je 20 Schillinge) angegeben.

### Abgaben
Auf dem Markt durfte ohne Steuern oder Zoll frei gehandelt werden (Art. 2). Beim Verkauf von Liegenschaften waren zwei Denare zu zahlen, bei der Aufnahme als Bürger ebenfalls zwei Denare.
Die Höhe der an den Herren zu leistenden Abgaben wurde wie folgt festgelegt:
- jährlich 12 Denare durch jeden Bürger, der ein Haus oder einen Garten besitzt (Art. 1);
- jährlich 4 Denare für das Mähen von Wiesen (Art. 3);
- 16,6 % von der Getreideernte (14,2 % bei gerodetem Land) (zwei von 12 bzw. von 14 Garben) (Art. 4);
- 4,2 % für Brot, das zwingend im herrschaftlichen Backofen gebacken werden musste (eines von jeweils 24 Broten; Art. 5);
- 5 % für Mehl, das zwingend in der herrschaftlichen Mühle gemahlen werden musste (eines von jeweils 20 "sextarii" – vergleichbar den Metzen; Art. 6).

Diese Sätze gelten für die Zeit als vergleichsweise hoch. Der Vorteil für die Beteiligten dürfte in der präzisen Festsetzung und damit Vermeidung von Willkür gelegen haben.

### Gewässer und Wald
Bestimmte Teile des Waldes und der Gewässer durften frei benutzt werden, also vor allem für Bauholz, Brennholz und für die Eichelmast von Schweinen sowie Fischerei (Art. 8).

### Gemeindliche Selbstverwaltung
Bürgermeister (lateinisch major) und Ratsmitglieder (Geschworene, lateinisch jurati) sollten nur mit Zustimmung der Bürger eingesetzt werden (Art. 9). Später wurden die Ratsmitglieder jährlich an Pfingsten in indirekter Wahl gewählt (Art. 10 der Spätfassung „Arche“). Die Amtsträger erhielten einen Anteil an vielen der Geldbußen sowie Tagegelder für die dreimal im Jahr stattfindende Dorfversammlung und Abgabenbefreiung für ein Haus und einen Garten (Art. 57). Tätliche Angriffe auf die Amtsinhaber wurden mit hohen Strafen bedroht (Art. 46). Der Bürgermeister teilte den neu zuziehenden Bürgern Haus und Land zu (Art. 11). Ausgaben für die Dorfbefestigung wurden von einem Dreierausschuss aus einem Beamten des Herrn und zwei Ratsmitgliedern unter Beteiligung eines Gremiums von 40 angesehenen Männern verwaltet (Art. 55). Für Gerichtsverfahren war ausschließlich das Dorfgericht zuständig (Art. 27). Die Ratsmitglieder waren für Beurkundungen zuständig (Art. 30).
Im 14. Jahrhundert unterstellten die Herren von Cons das Dorf Villers-la-Chèvre dem Loi de Beaumont, das vielen Orten im Nordosten Frankreichs, im Süden Belgiens und in Luxemburg ermöglichte, eigene Magistrate zu wählen.

### Gerichtswesen
Dem Gerichtswesen war der größte Teil der Bestimmungen (43 von 57 Artikeln) gewidmet. Es wird vermutet, dass die genaue Festlegung der Höhe von Geldbußen und deren Verteilung wesentlich zur Beliebtheit der Rechtsordnung beitrug, weil damit willkürlichen Entscheidungen entgegengewirkt wurde. Regeln des Zivilrechts im heutigen Sinn mit Ausnahme einer Bestimmung zur Ersitzung sind in der Charta nicht enthalten.
Die Geldbußen erhielt zu durchschnittlich 70 % der Herr, den Rest die Ortsobrigkeit (Bürgermeister und/oder Ratsmitglieder), teilweise der Verletzte. Der Anteil des Herrn wurde zur Hälfte für die militärische Befestigung des Dorfs verwendet (Art. 55).
Bei ganz schweren Delikten wie Tötung oder schwerer Körperverletzung unterlag der Täter der „Verfügung des Herrn“ (dispositio domini), der Todesstrafe oder andere leibliche Bestrafung verhängen konnte. Bei vielen Delikten galten nach der Charta von 1182 archaische Beweisregeln wie Reinigungseid oder Gottesurteil. Gottesurteile wurden aber um dieselbe Zeit abgeschafft und sind in der späteren Fassung (Arche) nicht mehr erwähnt.
Die Urteile des Dorfgerichts waren grundsätzlich endgültig (Art. 36). Man konnte dem Urteil widersprechen (Urteilsschelte), in welchem Fall ein anderes Dorfgericht zu entscheiden hatte, ob das Urteil richtig war. Bei einem solchen Verfahren mussten aber entweder die unterliegende Partei oder die Ratsmitglieder als Geschworene eine hohe Strafe von 2400 Denaren zahlen (Art. 35).
Die Strafe für Nichtzahlung einer Geldbuße war einjährige Verbannung aus dem Dorf und Wiederaufnahme nur nach Wiedergutmachung (Art. 50).
Wenn ein Fremder sich in das Dorf flüchtete, genoss er dort Schutz vor Strafverfolgung (Asyl) außer bei Diebstahl und Mord. Auch bei letzteren konnte er sich vor dem Dorfgericht rechtfertigen (Art. 48).

### Ausgewählte Geldbußen
| Art. | Tatbestand                                                                              | Strafe in Denaren |
| 12   | Prozessverlust                                                                          | 36                |
| 13   | Beleidigung als Lügner                                                                  | 60                |
| 14   | Beleidigung als Gesetzloser                                                             | 120               |
| 15   | Schlagen ohne Waffen                                                                    | 540               |
| 16   | Angriff mit stumpfen Waffen ohne Verwundung                                             | 720               |
| 17   | Angriff mit stumpfen Waffen mit Verwundung                                              | 1200              |
| 21   | Angriff im Haus des Angegriffenen                                                       | 1200              |
| 27   | Klage gegen Mitbürger vor anderen Gerichten                                             | 120               |
| 39   | Bruch des Marktfriedens durch einen Bürger                                              | 1200              |
| 40   | Bruch des Marktfriedens durch einen Auswärtigen                                         | 720               |
| 41   | Schlagen eines Auswärtigen durch einen Bürger oder umgekehrt                            | 720               |
| 42   | Diebstahl der Früchte vom Weinberg oder Feld                                            | 60                |
| 43   | Beschädigung von Gärten                                                                 | 30                |
| 44   | Diebstahl der Früchte vom Weinberg oder Beschädigung von Gärten durch einen Auswärtigen | 30                |
| 45   | Diebstahl von Früchten oder Beschädigung von Gärten durch Kinder                        | 12                |
| 51   | Großvieh in Weinbergen oder Feldern                                                     | 12                |
| 51   | Kleinvieh in Weinbergen oder Feldern                                                    | 12                |
| 46   | Gewalt gegenüber Bürgermeister oder Geschworenen ohne Waffen                            | 1200              |
| 52   | Pfandannahme ohne Erlaubnis                                                             | 120               |
| 54   | Holznutzung im Wald ohne Erlaubnis                                                      | 120               |

### Heeresfolge
Die Bürger waren verpflichtet, sich an den militärischen Aufgaben des Herrn zu beteiligen (Heeresfolge), aber der Umfang wurde genau und sehr moderat festgelegt, nämlich auf zwei Tage im Jahr, Reisezeit eingerechnet (Art. 56).

### Leibeigenschaft
Bonvalot und mit ihm ein Teil der Literatur meinte, die Loi de Beaumont habe für die Bürger in den betreffenden Orten die Leibeigenschaft abgeschafft. Neuere Forschung hat jedoch dargelegt, dass davon weder in der Charta von 1182 noch in der späteren Fassung (Arche) die Rede ist. Deswegen sei anzunehmen, dass eine etwaige Leibeigenschaft und damit verbundene Verpflichtungen davon nicht berührt wurden, soweit dazu nicht im betreffenden Privileg ausdrücklich etwas geregelt wurde.

## Orte mit Loi de Beaumont
Eine Liste mit 508 Orten, in denen die Loi de Beaumont eingeführt wurde, geordnet nach dem jeweiligen Landesherrn und mit dem Jahr der Einführung, hat Bonvalot erstellt.
Für die folgenden Orte in damals deutschsprachigen Gebieten hat Kielmeyer die Einführung der Loi de Beaumont nachgewiesen:
| Ortsname       | abweichender heutiger Ortsname              | heutiges Land |
| Attert         |                                             | Luxemburg     |
| Autel          | Autelbas, Autelhaut                         | Belgien       |
| Barnich        |                                             | Luxemburg     |
| Bebingen       | Bébing                                      | Frankreich    |
| Belvaux        |                                             | Luxemburg     |
| Bettemburg     |                                             | Luxemburg     |
| Bondorf        |                                             | Luxemburg     |
| Diedemburg     | Thiaumont                                   | Belgien       |
| Differdingen   |                                             | Luxemburg     |
| Eischen        |                                             | Luxemburg     |
| Esch/Eltz      |                                             | Luxemburg     |
| Flörchingen    | Florange                                    | Frankreich    |
| Fouches        | Ortsteil von Arlon                          | Belgien       |
| Freilingen     | Freylange, Ortsteil von Arlon               | Belgien       |
| Grendel        | Ortsteil von Attert                         | Belgien       |
| Guelf          | Weiler in Messancy                          | Belgien       |
| Guerlingen     | Ortsteil von Aubange                        | Belgien       |
| Hachy          | Ortsteil von Habay                          | Belgien       |
| Hallency       |                                             | Belgien       |
| Hameringen     |                                             | Frankreich    |
| Havingen       | Havange                                     | Frankreich    |
| Hewerdingen    | Habergy, Ortsteil von Messancy              | Belgien       |
| Hobscheid      | Habscht                                     | Luxemburg     |
| Holz           | (zu Bondorf)                                | Luxemburg     |
| Klein-Elserot  | Ortsteil von Ell                            | Luxemburg     |
| Künzig         | Kuntzig                                     | Frankreich    |
| Landrewingen   |                                             | Frankreich    |
| Lawasser       | Longeau, Ortsteil von Messancy              | Belgien       |
| Limpach        | Ortsteil von Reckange-sur-Mess              | Luxemburg     |
| Linger         |                                             |               |
| Lischer        | Ortsteil von Käerjeng                       | Belgien       |
| Lommeringen    | Lommerange                                  | Frankreich    |
| Lotter         |                                             | Belgien       |
| Messancy       |                                             | Belgien       |
| Metzert        | bei Tontelange                              | Belgien       |
| Niederkerschen |                                             | Luxemburg     |
| Nothomb        |                                             | Belgien       |
| Oberkerschen   |                                             | Luxemburg     |
| Petingen       |                                             | Luxemburg     |
| Platen         | Ortsteil von Préizerdaul                    | Luxemburg     |
| Rachecourt     | Ortsteil von Aubange                        | Belgien       |
| Rambruch       | Rambrouch                                   | Luxemburg     |
| Reimerich      |                                             | Luxemburg     |
| Riesling       |                                             |               |
| Romeldingen    | Romeldange, ehemaliger Weiler in Fauvillers | Belgien       |
| Roodt          |                                             | Luxemburg     |
| Sampont        | Ortsteil von Arlon                          | Belgien       |
| Schadeck       |                                             | Luxemburg     |
| Selingen       |                                             | Belgien       |
| Stockheim      | Ortsteil von Dilsen-Stokkem                 | Belgien       |
| Tintingen      | Tintange                                    | Belgien       |
| Tontelingen    | Tontelange, Ortsteil von Attert             | Belgien       |
| Turpingen      | Turpange, Ortsteil von Messancy             | Belgien       |
| Udingen        | Udange                                      | Belgien       |
| Windingen      |                                             | Belgien       |